# Bryan Michael Cox
Bryan Michael Cox (n. 1 decembrie 1977, Miami, Florida, SUA) este un producător muzical american.